# Javorje (gmina Hrpelje-Kozina)
Javorje – wieś w Słowenii, w gminie Hrpelje-Kozina. 1 stycznia 2017 liczyła 134 mieszkańców.